# Reinder Fennema
Reinder Fennema, né le 21 octobre 1849 à Sneek et mort le 27 novembre 1897 à Tentena dans les Célèbes, est un explorateur et géologue néerlandais. 
Il était ingénieur en chef des mines des Indes orientales néerlandaises.

## Biographie
Il étudie à l'Université de technologie de Delft et en 1874, est nommé par le gouverneur général des Indes orientales néerlandaises en tant qu'ingénieur de classe III dans les mines des Indes.
Il exerce sur la côte ouest de Sumatra en 1874 puis, en 1877, est promu ingénieur de classe II et en 1885 ingénieur de classe I. En 1893, il devient ingénieur en chef dans une mine des Pays-Bas. La majeure partie de son service est consacrée à la réalisation de cartes géologiques de Sumatra et de Java ; sur la côte est de Sumatra, Fennema s'est vu confier la réalisation d'études sur les puits artésiens et pétroliers. Grâce aux préparatifs qu'il a effectués, une exploitation pétrolière est ouverte à Langkat.
Après cela, il voyage à Poso avec le titre de Van Heiden Tot Christen (id). En 1897, il est envoyé pour chercher les restes de Watu Mpogaa (id) au fond du lac Poso mais il se noie dans le lac. Son corps n'a jamais été retrouvé.

## Hommages
Pour se souvenir du travail de Fennema, le gouvernement néerlandais donne son nom à des montagnes situées au sud du lac Poso et fait établir une statue de lui sur les rives du lac Poso pour commémorer ses services lors de la recherche des restes de Watu Mpogaa.

## Publications
- 1886 : De vulkanen Semeroe en Lamongan met kaarten en tekeningen, Jaarboek voor het Mijnwezen
- 1887 : Topografische en geologische beschrijving van het Noordelijk gedeelte van Sumatra's Westkust met geologische kaart, Jaarboek voor het Mijnwezen
- 1897 : Geografische beschrijving van Java en Madoera met atlas in folio, avec Rogier Diederik Marius Verbeek)